# Anopheles minimus
Anopheles minimus este o specie de țânțari din genul Anopheles, descrisă de Theobald în anul 1901. Conform Catalogue of Life specia Anopheles minimus nu are subspecii cunoscute.